# In pectore
In pectore (latin i »brystet«) er en betegnelse som bruges i Den katolske kirke om kardinaler som er udnævnt i hemmelighed. Deres identitet er normalt bare kendt af paven, som udnævner dem, og eventuelt af dem selv. Ifølge katolsk doktrin er deres status også kendt af Gud. 
I moderne tid er årsagerne til at kardinaler udnævnes i hemmelighed, som regel:
- For deres egen sikkerhed, når de lever under regimer hvor katolikker, kristne generelt eller religiøse personer i almindelighed er forfulgt.
- For andre kristnes sikkerhed, hvis udnævnelsen af en kardinal fra et specielt land kan føre til øget diskrimininering mod eller forfølgelse af katolikker eller kristne generelt.

Før midten af 1900-tallet var det imidlertid som regel andre grunde som lå bag, for eksempel at en kardinalsværdighed ikke ville være rimelig i den stilling vedkommende havde i øjeblikket, og en påtænkt forfremmelse måtte tilrettelægges. At paven ikke blot ventede til alle brikker var faldet på plads og vedkommende var i sin nye stilling, har med præcedensrækkefølge i kardinalskollegiet at gøre. 
Derudover er der nogle udnævnelser som sker in pectore fordi man venter på en lokal bekræftelse af en anden titel; dette gælder specielt kardinaler fra de orientalske katolske kirker, hvor særkirken skal annoncere sine udnævnelser først. Normalt venter man til dette er sket, men hvis et konsistorium er planlagt til en dato lige før annonceringen kan paven udnævne personen i hemmelighed. Det vil da ofte være sådan at hemmeligheden kun bevares i perioden mellem annonceringen af de nye kardinaler og selve konsistoriet. 
En kardinal som er udnævnt in pectore er afhængig af at paven afslører navnet før sin død for at han skal kunne deltage i et pavevalg. Ved annonceringen offentliggøres det, hvornår kardinalen blev udnævnt, og ancienniteten regnes fra den dato, og ikke fra annonceringsdatoen. Hvis paven dør før annonceringen, mister personen sin status som kardinal. I enkelte tilfælde ved kardinalen det ikke selv; f.eks. fik Ignatius Kung Pin-Mei først efter ni år at vide, at han var kardinal. 

## Kardinaler in pectore
Denne liste er ufuldstændig.

### Pius X (1910-1914)
Pius X kreerede én kardinal in pectore
| Navn                 | Født/død  | Udnævnt       | Offentliggjort | Andet |
| António Mendes Bello | 1842–1929 | November 1911 | 1914           |       |

### Pius XI (1922-1939)
Pius XI kreerede én kardinal in pectore.
| Navn                | Født/død  | Udnævnt    | Offentliggjort | Andet |
| Federico Tedeschini | 1873–1959 | Marts 1933 | December 1935  |       |

### Benedikt XV (1914-1922)
Pave Benedikt 15. kreerede én kardinal in pectore.
| Navn          | Født/død  | Udnævnt       | Offentliggjort | Andet                  |
| Adolf Bertram | 1859–1945 | December 1916 | 1919           | Ærkebiskop af Breslau. |

### Paul VI (1963-1978)
Paul VI udpegede fire kardinaler in pectore. Alle blev annonceret før pavens død, men en blev først annonceret  efter sin egen død. 
| Navn                        | Født/død  | Udnævnt    | Offentliggjort | Andet                                                                       |
| Iuliu Hossu                 | 1885–1970 | April 1969 | Marts 1973     | Vidste antagelig ikke selv at han var kardinal.                             |
| Štěpán Trochta              | 1905–1974 | April 1969 | Marts 1973     | Biskop af Litomĕřice                                                        |
| František Tomášek           | 1899–1992 | Maj 1976   | Juni 1977      | Ærkebiskop af Prag.                                                         |
| Joseph-Marie Trinh-Nhu-Khuê | 1898–1978 | Maj 1976   | Maj 1976       | In pectore ved annonceringen i april 1976, offentliggjort ved konsistoriet. |

### Johannes Paul II (1978-2005)
Johannes Paul II kreerede fire kardinaler in pectore, hvoraf tre blev annonceret før pavens død.
| Navn                  | Født/død  | Udnævnt      | Offentliggjort      | Andet                                 |
| Ignatius Kung Pin-Mei | 1901–2000 | Juni 1979    | 1991                | Biskop af Shanghai (i eksil fra 1988) |
| Marian Jaworski       | 1926–     | Februar 1998 | 2001                | Ærkebiskop af Lviv                    |
| Jānis Pujāts          | 1930      | Februar 1998 | 2001                | Ærkebiskop af Riga                    |
| N.N.                  | –         | Oktober 2003 | Ikke offentliggjort | –                                     |